# Bail emphytéotique en droit français
Pour un article plus général, voir Bail emphytéotique.
Le bail emphytéotique est régi en droit français par les articles L. 451-1 à L. 451-12 du code rural et de la pêche maritime. Le régime des baux à construction et baux à réhabilitation est inspiré de celui du bail emphytéotique.
L’objet du contrat d'emphytéose  était de permettre aux propriétaires de grands domaines fonciers, souvent mal cultivés, d’assurer la mise en valeur de leurs terres sans en supporter les charges : exécution de travaux importants pour mettre en culture des terres en friche, transformation profonde du mode d’exploitation de terres cultivées, construction de bâtiments d’exploitation. 
L’article L.451-1 du code rural impose donc la réunion de deux conditions cumulatives afin que le contrat puisse être qualifié de bail emphytéotique :  
- la longue durée du louage (au minimum 18 ans)  ;
- et  le caractère du droit conféré au preneur (droit réel librement cessible, saisissable et hypothécable).

## Objet
Le bail emphytéotique s’applique aux immeubles à usage industriel, commercial ou même cultuel (dans le cadre d'un bail emphytéotique administratif ou BEA), au même titre qu’aux immeubles agricoles ou d’habitation.
Faute de respecter l'objet du bail, quant au droit de construire ou de céder, ou en présence de clauses contraires au  « canon emphytéotique », le contrat pourra être requalifié, lors d'une action judiciaire idoine, en bail commercial statutaire.
À titre d'exemples :
- la clause soumettant la cession ou la sous-location à l'autorisation du bailleur[3] ;
- la clause requérant l'autorisation du bailleur pour tous travaux, ou toute modification de l'activité commerciale[4].

## Durée du bail
Le bail emphytéotique doit être consenti pour une durée comprise entre 18 et 99 ans  et ne peut contenir aucune clause permettant un dénouement avant l’écoulement de cette durée. Si le bail est d’une durée supérieure à 99 ans, la limite extrême du bail doit alors être ramenée à la limite extrême prévue par la loi, soit 99 ans, du fait de la règle d'interdiction des engagements perpétuels.
À l'expiration du bail emphytéotique, l’emphytéote devient occupant sans droit ni titre et doit alors quitter les lieux, sauf la possibilité pour lui de se faire consentir une nouvelle location. Aucune tacite reconduction de ce type de contrat n’est possible.

## Situation du propriétaire
Le bailleur peut obtenir la résiliation judiciaire du bail emphytéotique, en cas d’inexécution des conditions du contrat ou si l’emphytéote a commis sur le fonds des détériorations graves. 
Si l’emphytéote réalise des constructions ou des améliorations, le propriétaire en profite, à la fin du bail, sans avoir à verser d’indemnité au locataire sortant : rien n’interdit cependant de prévoir que le bailleur recevra les constructions et améliorations réalisées par l’emphytéote à charge de verser à celui-ci une indemnité. Le bailleur peut également vendre les droits qu’il tient du bail emphytéotique.

## Situation de l’emphytéote
L’emphytéote est tenu des obligations incombant à tout locataire. Ces obligations sont cependant adaptées au bail emphytéotique.
A titre d'exemples
- il ne peut se libérer du paiement de la redevance, ni se soustraire à l’exécution des conditions du bail emphytéotique en délaissant le fonds ;
- il doit s’abstenir de faire tout acte ou tout changement qui pourrait détériorer le bien ;
- il est tenu de toutes les contributions et charges du fonds qui lui est loué. Il est redevable de la taxe foncière grevant l’immeuble donné à bail ;
- il est tenu d'effectuer, sur les constructions existant au jour de la conclusion du bail, toutes réparations de toute nature. Il n’est cependant pas tenu de reconstruire les bâtiments s’il rapporte la preuve que ceux-ci ont été détruits par cas fortuit, par force majeure ou par suite d’un vice de construction antérieur au bail ;
- il répond de l’incendie au même titre que tout locataire[réf. nécessaire].

### Un locataire quasi-propriétaire
Le bail emphytéotique confère au preneur un droit réel immobilier ; l’emphytéote est donc investi de prérogatives beaucoup plus larges que celles dont bénéficie un locataire ordinaire. Il jouit ainsi des pouvoirs suivants, propres à sa situation d’emphytéote :
- possibilité d’améliorer le fonds : si l’emphytéote doit généralement améliorer le fonds, il n’est tenu de faire que les améliorations qui ont été prévues par le bail. L’emphytéose implique également la liberté pour le preneur de réaliser tous travaux de construction et de démolition sans le consentement du bailleur ;

- liberté d’hypothéquer : l’emphytéote peut librement hypothéquer son droit ; ce droit peut être saisi comme tout bien immobilier ;
- droit de chasse et de pêche : l’emphytéote a seul le droit de chasse et de pêche ;
- mines, carrières et tourbières : l’emphytéote ne peut pas ouvrir de nouvelle mine ou carrière sans l’autorisation du propriétaire, mais peut néanmoins continuer l’exploitation des mines et carrières existantes ;
- liberté de louer et de sous-louer : l’emphytéote peut donner à bail les immeubles qu’il édifie. Il peut également sous-louer les immeubles qu’il a pris à bail emphytéotique.  Ce droit à la location et à la sous-location des constructions qu’il a édifiées, lui permet de conclure ou de renouveler des contrats de bail avec des locataires dans la limite extrême de la durée du bail emphytéotique[7] ;
- liberté de consentir une servitude passive et d’acquérir une servitude active  ; qu'il s'agisse de servitudes non altius tollendi[8] ou non aedificandi
- impossibilité de conclure une « sous-emphytéose » : l’emphytéote ne peut pas vendre le terrain ou l’immeuble objet de son emphytéose ; par conséquent, il ne peut pas consentir lui-même de bail emphytéotique sur le bien qu’il tient déjà lui-même à bail emphytéotique : il doit exercer personnellement son droit d’emphytéose ou le céder.

### Droit d’exploitation
L’emphytéote dispose d’une grande liberté pour exploiter ou transformer le fonds loué, puisque le bail emphytéotique lui confèrera des droits réels immobiliers analogues à ceux d’un propriétaire. Il peut ainsi exploiter le fonds lui-même ou par l’intermédiaire d’un tiers (locataire-gérant, fermier, locataire). 

### Canon emphytéotique
L’une des particularités du bail emphytéotique tient à la redevance due par l’emphytéote au bailleur, appelée « canon emphytéotique ». Le montant du loyer du bail emphytéotique est une source de controverse, celle-ci partant de l’idée traditionnelle selon laquelle le canon emphytéotique doit être modeste, voire symbolique.
La loi ne comporte aucune disposition relative à la fixation du montant du canon emphytéotique mais en pratique il est peu élevé lorsqu’une clause du contrat oblige l’emphytéote à apporter des améliorations au fonds. On considère cependant aujourd’hui que le bail emphytéotique est un mode particulier d’exploitation d’un bien, à égalité avec le bail commercial et le bail rural. 
Le canon est payé par le preneur de façon périodique, généralement par annuités. Les parties sont entièrement libres de convenir à leur guise des modalités du paiement. Il n’existe pas d’obstacle de principe à ce que le loyer soit versé pour partie à la signature du bail et le surplus sous forme de redevances périodiques.

## Bail emphytéotique administratif
Le bail emphytéotique administratif (BEA) était réservé à l'origine aux seules collectivités territoriales et aux établissements publics de santé. Depuis la loi n° 2010-853 du 23 juillet 2010, article 11, ils peuvent aussi se conclure sur le domaine public de l’État, mais uniquement pour les biens dont la gestion est concédée aux chambres de commerce et d'industrie (11e alinéa de l'art 710-1 du code de commerce), aux chambres des métiers (2e alinéa de l'art 5-1 du code de l'artisanat), aux chambres d'agriculture (art L510-1 du code rural et de la pêche maritime). 
L'article L. 1311-2 du code général des collectivités territoriales définit le bail emphytéotique administratif comme  un type de bail de longue durée destiné à permettre à une collectivité territoriale propriétaire d’un bien immobilier de le louer à un tiers qui pourra y construire un ouvrage et l'utiliser pendant la durée de ce bail, compris entre 18 et 99 ans, sans devoir assumer le coût financier du terrain.
Cette spécificité juridique autorise une collectivité à utiliser ce type de bail locatif dans le but de permettre :
- l'accomplissement d’une mission de service public ;
- la réalisation d’une opération d’intérêt général relevant de sa compétence ;
- depuis 2006, l'affectation à une association cultuelle d'un édifice du culte ouvert au public ;
- depuis 2009, la réalisation d'enceintes sportives et des équipements connexes ;
- jusqu’au 31 décembre 2013[9] la réalisation d'opération d’intérêt général liée aux besoins de la justice, de la police ou de la gendarmerie nationale, ou d’un établissement public de santé, ou encore d’une structure de coopération sanitaire dotée de la personnalité morale publique ;
- jusqu’au 31 décembre 2013, pour la réalisation d’une opération d’intérêt général liée aux besoins d’un service départemental d'incendie et de secours.

Les établissements publics de santé ne peuvent que conclure des baux emphytéotiques de droit commun.

### Cas des établissements cultuels
Le 10 février 2017, le Conseil d'Etat publie un communiquéconfirmant l'annulation d'un BEA au motif que son gestionnaire n'est pas considéré comme une association cultuelle au sens de la loi de 1905.